# Сандра Паружевська
Сандра Паружевська (нім. Sandra Paruszewski; нар. 3 листопада 1993) — німецька борчиня вільного стилю, дворазова бронзова призерка чемпіонатів Європи, учасниця Олімпійських ігор.

## Життєпис
Боротьбою почала займатися з 2007 року.
Виступає за спортивний клуб «AV Sulgen». Тренери — Олівер Стіч (з 2013), Клаус Мальц (з 2013), Маттіас Колас (з 2007, Маріо Сашс (з 2012), Патрік Льоєс (з 2013), Армен Мкртчян (з 2017).
Вивчає ділове адміністрування з акцентом на маркетинг і продажі в Оффенбурзькому університеті (Німеччина).

## Спортивні результати на міжнародних змаганнях

### Виступи на Олімпіадах
| Змагання                    | Збірна    | Вагова категорія          | Місце |
| --------------------------- | --------- | ------------------------- | ----- |
| Літні Олімпійські ігри 2024 | Німеччина | жіноча боротьба, до 57 кг | 16    |

### Виступи на Чемпіонатах світу
| Змагання                        | Збірна    | Вагова категорія          | Місце |
| ------------------------------- | --------- | ------------------------- | ----- |
| Чемпіонат світу з боротьби 2017 | Німеччина | жіноча боротьба, до 55 кг | 19    |
| Чемпіонат світу з боротьби 2018 | Німеччина | жіноча боротьба, до 57 кг | 23    |
| Чемпіонат світу з боротьби 2019 | Німеччина | жіноча боротьба, до 59 кг | 9     |
| Чемпіонат світу з боротьби 2021 | Німеччина | жіноча боротьба, до 59 кг | 8     |
| Чемпіонат світу з боротьби 2022 | Німеччина | жіноча боротьба, до 57 кг | 11    |
| Чемпіонат світу з боротьби 2023 | Німеччина | жіноча боротьба, до 57 кг | 20    |

### Виступи на Чемпіонатах Європи
| Змагання                         | Збірна    | Вагова категорія          | Місце  |
| -------------------------------- | --------- | ------------------------- | ------ |
| Чемпіонат Європи з боротьби 2017 | Німеччина | жіноча боротьба, до 55 кг | 7      |
| Чемпіонат Європи з боротьби 2019 | Німеччина | жіноча боротьба, до 59 кг | 11     |
| Чемпіонат Європи з боротьби 2021 | Німеччина | жіноча боротьба, до 57 кг | 8      |
| Чемпіонат Європи з боротьби 2022 | Німеччина | жіноча боротьба, до 57 кг | Бронза |
| Чемпіонат Європи з боротьби 2023 | Німеччина | жіноча боротьба, до 59 кг | Бронза |
| Чемпіонат Європи з боротьби 2024 | Німеччина | жіноча боротьба, до 59 кг | 13     |

### Виступи на Кубках світу
| Змагання                    | Збірна    | Вагова категорія          | Місце |
| --------------------------- | --------- | ------------------------- | ----- |
| Кубок світу з боротьби 2020 | Німеччина | жіноча боротьба, до 59 кг | 5     |

### Виступи на Всесвітніх іграх військовослужбовців
| Змагання                                | Збірна    | Вагова категорія          | Місце |
| --------------------------------------- | --------- | ------------------------- | ----- |
| Всесвітні ігри військовослужбовців 2019 | Німеччина | жіноча боротьба, до 57 кг | 9     |

### Виступи на Чемпіонатах світу серед студентів
| Змагання                                        | Збірна    | Вагова категорія          | Місце |
| ----------------------------------------------- | --------- | ------------------------- | ----- |
| Чемпіонат світу з боротьби серед студентів 2016 | Німеччина | жіноча боротьба, до 55 кг | 6     |

### Виступи на інших змаганнях
| Змагання                                                   | Збірна    | Вагова категорія          | Місце  |
| ---------------------------------------------------------- | --------- | ------------------------- | ------ |
| Гран-прі Німеччини з боротьби 2011                         | Німеччина | жіноча боротьба, до 59 кг | 9      |
| Гран-прі Німеччини з боротьби 2012                         | Німеччина | жіноча боротьба, до 63 кг | 5      |
| Flatz Open 2013                                            | Німеччина | жіноча боротьба, до 59 кг | 11     |
| Гран-прі Німеччини з боротьби 2013                         | Німеччина | жіноча боротьба, до 55 кг | 9      |
| Вогні Москви 2013                                          | Німеччина | жіноча боротьба, до 55 кг | 4      |
| Flatz Open 2014                                            | Німеччина | жіноча боротьба, до 55 кг | Золото |
| Турнір Дана Колова — Николи Петрова 2014                   | Німеччина | жіноча боротьба, до 55 кг | 4      |
| Klippan Lady Open 2014                                     | Німеччина | жіноча боротьба, до 55 кг | 14     |
| Klippan Lady Open 2015                                     | Німеччина | жіноча боротьба, до 55 кг | 5      |
| Klippan Lady Open 2016                                     | Німеччина | жіноча боротьба, до 53 кг | 18     |
| Гран-прі Німеччини з боротьби 2016                         | Німеччина | жіноча боротьба, до 53 кг | Бронза |
| Flatz Open 2017                                            | Німеччина | жіноча боротьба, до 55 кг | Золото |
| Київський Міжнародний турнір з боротьби 2017               | Німеччина | жіноча боротьба, до 55 кг | 10     |
| Турнір Дана Колова — Николи Петрова 2017                   | Німеччина | жіноча боротьба, до 55 кг | 7      |
| Гран-прі Німеччини з боротьби 2017                         | Німеччина | жіноча боротьба, до 55 кг | 7      |
| Відкритий чемпіонат Польщі з боротьби 2017                 | Німеччина | жіноча боротьба, до 55 кг | Бронза |
| Klippan Lady Open 2018                                     | Німеччина | жіноча боротьба, до 55 кг | 8      |
| Турнір Яшара Догу 2018                                     | Німеччина | жіноча боротьба, до 57 кг | 5      |
| Відкритий чемпіонат Польщі з боротьби 2018                 | Німеччина | жіноча боротьба, до 57 кг | Бронза |
| Меморіал Іона Корнеану і Ладислава Сімона 2018             | Німеччина | жіноча боротьба, до 57 кг | 5      |
| Турнір Яшара Догу 2019                                     | Німеччина | жіноча боротьба, до 57 кг | Бронза |
| Відкритий чемпіонат Польщі з боротьби 2019                 | Німеччина | жіноча боротьба, до 57 кг | 14     |
| Меморіал Маттео Пелліконе 2020                             | Німеччина | жіноча боротьба, до 57 кг | 13     |
| Flatz Open 2020                                            | Німеччина | жіноча боротьба, до 59 кг | Золото |
| Гран-прі Франції Анрі Деглана 2021                         | Німеччина | жіноча боротьба, до 57 кг | 10     |
| Турнір Яшара Догу 2022                                     | Німеччина | жіноча боротьба, до 57 кг | 7      |
| Меморіал Маттео Пелліконе 2022                             | Німеччина | жіноча боротьба, до 57 кг | 7      |
| Турнір Зухає Сгає 2022                                     | Німеччина | жіноча боротьба, до 57 кг | 5      |
| Меморіал Іона Корнеану і Ладислава Сімона 2022             | Німеччина | жіноча боротьба, до 57 кг | Срібло |
| Гран-прі Франції Анрі Деглана 2023                         | Німеччина | жіноча боротьба, до 57 кг | Бронза |
| Турнір Ібрагіма Мустафи 2023                               | Німеччина | жіноча боротьба, до 57 кг | 12     |
| Меморіал Імре Поляка та Яноша Варги 2023                   | Німеччина | жіноча боротьба, до 57 кг | 5      |
| Відкритий чемпіонат Польщі з боротьби 2023                 | Німеччина | жіноча боротьба, до 57 кг | 8      |
| Турнір Яшара Догу, Вехбі Емре і Гаміта Каплана 2024        | Німеччина | жіноча боротьба, до 57 кг | Бронза |
| Олімпійський кваліфікаційний турнір з боротьби 2024 (Баку) | Німеччина | жіноча боротьба, до 57 кг | Золото |
| Відкритий чемпіонат Польщі з боротьби 2024                 | Німеччина | жіноча боротьба, до 57 кг | Срібло |

### Виступи на змаганнях молодших вікових груп
| Змагання                                       | Збірна    | Вагова категорія          | Місце |
| ---------------------------------------------- | --------- | ------------------------- | ----- |
| Кубок Фрейденфельдса серед юніорів 2013        | Німеччина | жіноча боротьба, до 55 кг | 9     |
| Чемпіонат Європи з боротьби серед юніорів 2013 | Німеччина | жіноча боротьба, до 55 кг | 7     |
| Чемпіонат Європи з боротьби серед молоді 2016  | Німеччина | жіноча боротьба, до 53 кг | 7     |